# Erdbacher Tunnel
Der Erdbacher Tunnel ist ein eingleisiger Eisenbahntunnel auf der stillgelegten Bahnstrecke Herborn–Montabaur zwischen den Orten Erdbach und Schönbach und steht unter Denkmalschutz.

## Geschichte
Die Planung der Bahnstrecke Herborn–Montabaur (Herborn-Rennerod-Fehl-Ritzhausen-Westerburg-Wallmerod-Montabaur), auch Westerwaldquerbahn genannt, begann Ende des 19. Jahrhunderts. Der Beginn der Bauarbeiten des zugehörigen Erdbacher Tunnels ist nicht bekannt, der Abschluss der Bauarbeiten erfolgte gemäß dem Schlussstein 1904.
Am 31. Mai 1980 wurde im Streckenabschnitt Herborn-Schönbach der Zugverkehr für den Personenverkehr und am 27. September 1985 für den Güterverkehr eingestellt.

## Beschreibung
Der Erdbacher Tunnel ist eine im Querschnitt leicht hufeisenförmige Röhre am Scheitel einer Ostkurve durch die Bergnase zwischen dem Erdbach- und dem Goldbachtal. Seine Länge beträgt 110 m. Das Nord- sowie das Südportal haben identische Zinnenfronten und Zungenmauern aus Naturstein; der Schlussstein trägt die Inschrift „1904“.